# Kenneth Alden Bartlett
Pour les articles homonymes, voir Bartlett.
 (octobre 2022).
Si vous disposez d'ouvrages ou d'articles de référence ou si vous connaissez des sites web de qualité traitant du thème abordé ici, merci de compléter l'article en donnant les références utiles à sa vérifiabilité et en les liant à la section « Notes et références ».
Kenneth Alden Bartlett, né le 26 mars 1907 à Dorchester (Massachusetts), et mort le 8 décembre 1983 à Arlington (Virginie), est un entomologiste américain.
Il est le fils de William Gilman Bartlett et de Maud Phillips Hutchinson. Il obtient son diplôme de Bachelor of Science en 1928 au Massachusetts Agricultural College, puis, à Harvard, son Master of Science (1929) et son Doctor of Philosophy (1931),.
Il commence sa carrière au Bureau de quarantaine d'entomologie et des plantes de 1930 à 1936. Il travaille ensuite comme entomologiste au Département d’Agriculture à Porto Rico de 1931 à 1941 avant d’y diriger la station de recherche expérimentale de 1941 à 1953,.
Il est président de la société Virgin Island Corp. de 1953 à 1964. De 1964 à 1965, il dirige l’American Freedom from Hunger Foundation. Il a également été membre de différentes sociétés savantes telles que l'Institut tropical d'agriculture et de la Société américaine des sciences agricoles, toutes deux de Porto Rico.
Il est l’auteur de nombreux travaux sur les insectes et les champignons parasites des insectes.

## Vie privée
Il a été marié deux fois, tout d'abord avec Catherine M. McKay le 5 septembre 1931 dont il a eu deux enfants, Donald William et Kenneth Alden. la même année que son divorce, il épouse Juana F. Cedo le 14 décembre 1954.